# Te Anau
Te Anau is een toeristische trekpleister met circa 1800 inwoners op het Zuidereiland van Nieuw-Zeeland. Het ligt aan de zuidoostelijke oever van het Te Anaumeer, dat het tweede grootste meer is van Nieuw-Zeeland. Het is het voornaamste handelscentrum van Fjordland en biedt bijna 4000 bedden in diverse slaap- en eetgelegenheden, supermarkten, winkels, informatiebureau, cruises en een vlieghaven/landingsstrook.

## Bezienswaardigheden
Te Anau staat het meest bekend als het vertrekpunt naar het wereldberoemde Milford Sound, dat op 118 kilometer naar het noordoosten over de al bijna even bekende Milford Sound Road ligt.
Andere toeristische trekpleisters zijn:
- Te Anaumeer,
- glimwormgrotten,
- landschapsvluchten,
- skydiven,
- wandeltochten in het Nationaal park Fiordland,
- Wildlife Park
- Doubtful Sound via Manapouri

Te Anau wordt soms omschreven als de 'wandelhoofdstad van de wereld'. De meest bekende trektochten zijn de zogenaamde Great Walks: de Milford Track, Routeburn Track en de Kepler Track. Andere trektochten kunnen eveneens vanuit Te Anau of Manapouri worden bereikt: Dusky Track, Greenstone Track, Manapouri Track, Hollyford Track. Langs de Milford Sound Road en langs de oevers van het Te Anaumeer vindt men een groot aantal populaire dagwandelingen.
Vliegtrips vertrekken vanaf de Te Anau-landingsstrook, de Manapouri-landingsstrook en het Te Anaumeer per vliegtuig, watervliegtuig of helikopter.
In Cinema Fiordland speelt zo goed als doorlopend de prachtige documentaire 'Ata Whenua, Shadowland'. Het was hier speciaal voor gebouwd.